# Vicariat apostolique d'Izabal
Le vicariat apostolique d'Izabal (en latin : Vicariatus Apostolicus Izabalensis ; en espagnol : Vicariato apostólico de Izabal) est un vicariat apostolique de l'Église catholique du Guatemala directement soumis au Saint-Siège.

## Territoire
Son territoire correspond au département d'Izabal avec une superficie de 9 038 km2 divisé en 18 paroisses. Son siège est dans la ville de Puerto Barrios où se trouve la cathédrale de l'Immaculée Conception.
L'église de Los Amates garde le corps du bienheureux Tullio Maruzzo (1929-1981) franciscain martyr.

## Histoire
L'administration apostolique d'Izabal est érigé le 30 avril 1968 par le décret Cum territorium de la congrégation pour les évêques en prenant une partie du territoire du diocèse de Zacapa (aujourd'hui diocèse de Zacapa et Santo Cristo de Esquipulas).
Le 12 mars 1988, l'administration apostolique est élevée au rang de vicariat apostolique par la constitution apostolique Qui arcano du pape Jean-Paul II. Le même jour, par la lettre apostolique Manifesta iam diu, le pape décrète que la Vierge Marie, vénérée sous le vocable de l'Immaculée Conception, est la patronne principale du vicariat apostolique.

## Évêques
- Gerardo Humberto Flores Reyes (1969-1977), nommé évêque de Verapaz
- Luis María Estrada Paetau, O.P (1977-2004)
- Gabriel Peñate Rodríguez (2004-2011)
- Domingo Buezo Leiva (2013-2021), nommé évêque de Sololá-Chimaltenango
- Miguel Ángel Martínez Méndez (2022- )